# Главный морской штаб
Главный морской штаб (ГМШ) — центральный орган управления в Морском министерстве Российской империи и ВМФ СССР.

## История и структура
Берёт начало от Управления начальника штаба по морской части, созданного в 1821 году, которое в 1827 году было преобразовано в Морской штаб, а в 1831 году — в Главный морской штаб (ГМШ). Первым начальником ГМШ был генерал-адъютант А. С. Меншиков. Первоначально ГМШ состоял из канцелярии, управлений ген.-гидрографа и дежурного генерала и строительного департамента, при котором находился учёный комитет. После Крымской войны (1853—1856) ГМШ был существенно преобразован. В него стали входить: канцелярия по морской части, Гидрографическое управление, Морской учёный комитет, Инспекторский и строительный департаменты. В 1860 году ГМШ прекратил деятельность, его функции были переданы органам Морского министерства.
Через 25 лет ГМШ был возрождён и состоял из военно-морского учёного отдела и отдела личного состава. В 1903 году в военно-морском учёном отделе было создано оперативное отделение (прообраз Морского генштаба), а в 1904 году этот отдел состоял из стратегической и распорядительно-учебной частей. Военно-морской учёный отдел ведал разработкой планов боев, использования флотов, подготовкой и плаваниями кораблей и вспомогательных судов, сбором и обработкой сведений об иностранных флотах, разработкой новых форм и способов действий сил флотов, совершенствованием военно-морского образования, изданием руководящих документов и военно-морской литературы. Отдел личного состава решал кадровые вопросы.
В 1906 году наряду с ГМШ был создан Морской генеральный штаб (МГШ), взявший на себя функции оперативного органа. В составе ГМШ остались отдел личного состава и морской учёный отдел. Первый ведал учётом личного состава, назначениями и перемещениями по службе, производством в чины, награждениями, увольнением в запас и отставку, обоснованием новых штатов, созданием уставов, инспекциями и смотрами, второй отвечал за учебный процесс в военно-морских учебных заведениях. Организация ГМШ постоянно совершенствовалась. Накануне Первой мировой войны он состоял из морского учёного комитета, отдела личного состава, распорядительной, строевой и мобилизационной частей.

### После 1917
В 1917 году ГМШ был преобразован в Главное управление по делам личного состава флота, с 1920 года в штаб Морских сил РККА, который ведал вопросами военно-морского законодательства, управления морскими, озёрными и речными силами, приморскими крепостями и укреплёнными районами, оперативной работой, учётом личного состава и др. В 1938 году был создан ГМШ ВМФ, в 1946 году переименован в Главный штаб ВМС, в 1950 году — в Морской генеральный штаб, в 1953 году — в Главный штаб ВМС, с 1955 года носит название Главный штаб ВМФ.

## Начальники ГМШ
Начальник Главного Морского штаба:
- 1884—1888 гг. — вице-адмирал Н. М. Чихачев
- 1888—1896 гг. — вице-адмирал Кремер О. К.
  - с 4 мая по 9 окт. 1889 г.  —  исправляющий обязанности начальника ГМШ контр-адмирал В. П. Верховский
  - 6 июня по 31 окт. 1887 г. —  исправляющий обязанности начальника ГМШ контр-адмирал П. И. Ермолаев
  - май - окт. 1892 г. —  исправляющий обязанности начальника ГМШ контр-адмирал Е. И. Алексеев
  - с 21 мая по 8 сент. 1895 г. —  исправляющий обязанности начальника ГМШ контр-адмирал Авелан Ф. К.
- 1896—1903 гг. (исправляющий должность начальника ГМШ с 13 июля по 6 дек. 1896 г.) вице-адмирал Авелан, Федор Карлович
- 1903-1906 гг. (исправляющий должность начальника ГМШ с 17 марта 1903 г. по 17 окт. 1904 г.)  контр-адмирал Рожественский З. П.: 
  - с 18 апр. по 29 нояб. 1904 г. —  исправляющий обязанности начальника ГМШ контр-адмирал Вирениус А. А.;
  - с 29 нояб. 1904 г. —  исправляющий обязанности начальника ГМШ вице-адмирал Безобразов П. А..
  - 1905—1907 гг. — исправляющий обязанности начальника ГМШ контр-адмирал Нидермиллер А. Г., начальник отдела личного состава флота (1903-1907).
- 1907—1911 гг. — контр-адмирал Яковлев Н. М.
- 1911—1913 гг. — вице-адмирал Князев М. В.
- 1913—1914 гг. — вице-адмирал Русин А. И.
- 1914—1917 гг. — адмирал Стеценко К.В.

Помощники начальника Главного Морского штаба:
- 1886-1892 гг. — контр-адмирал Тыртов, Павел Петрович
  - с 22 авг. 1891 г. — временно исполняющий должность помощника начальника ГМШ контр-адмирал Диков, Иван Михайлович
- 1892-1895 гг. — контр-адмирал Алексеев, Евгений Иванович
- 1895-1896 гг. — контр-адмирал Авелан, Федор Карлович
- 1896-1898 гг. — контр-адмирал Гильтебрандт, Яков Аполлонович[1]
- 1898-1890 гг. — контр-адмирал Реунов Михаил Алексеевич
- 1903-1906 гг. — контр-адмирал Вирениус, Андрей Андреевич, начальник военно-морского ученого отдела (с 30 апр. 1901 г.) / контр-адмирал фон Нидермиллер, Александр Георгиевич, второй помощник начальника ГМШ[2]
- 1906—1907 гг. — контр-адмирал Эбергард, Андрей Августович
- 1907-1908 гг. — капитан 1-го ранга Русин, Александр Иванович
- 1908[3]-1911 гг. — контр-адмирал Князев, Михаил Валерианович
- 1911-1914 гг. — генерал-майор Зилотти Сергей Ильич